# Jurij Krylov
Jurij Krylov (rusky : Юрий Николаевич Крылов) (11. března 1930, selo Okťabrskaja fabrika Krasnogorský rajón – 4. listopadu 1979, Moskva) byl sovětský reprezentační hokejový útočník. Je členem Ruské a sovětské hokejové síně slávy (členem od roku 1954).
S reprezentací Sovětského svazu získal jednu zlatou olympijskou medaili (1956). Dále je držitelem jednoho zlata (1954) a dvou stříber (1955, 1958 a 1959) z MS.